# Specifiek brandstofverbruik

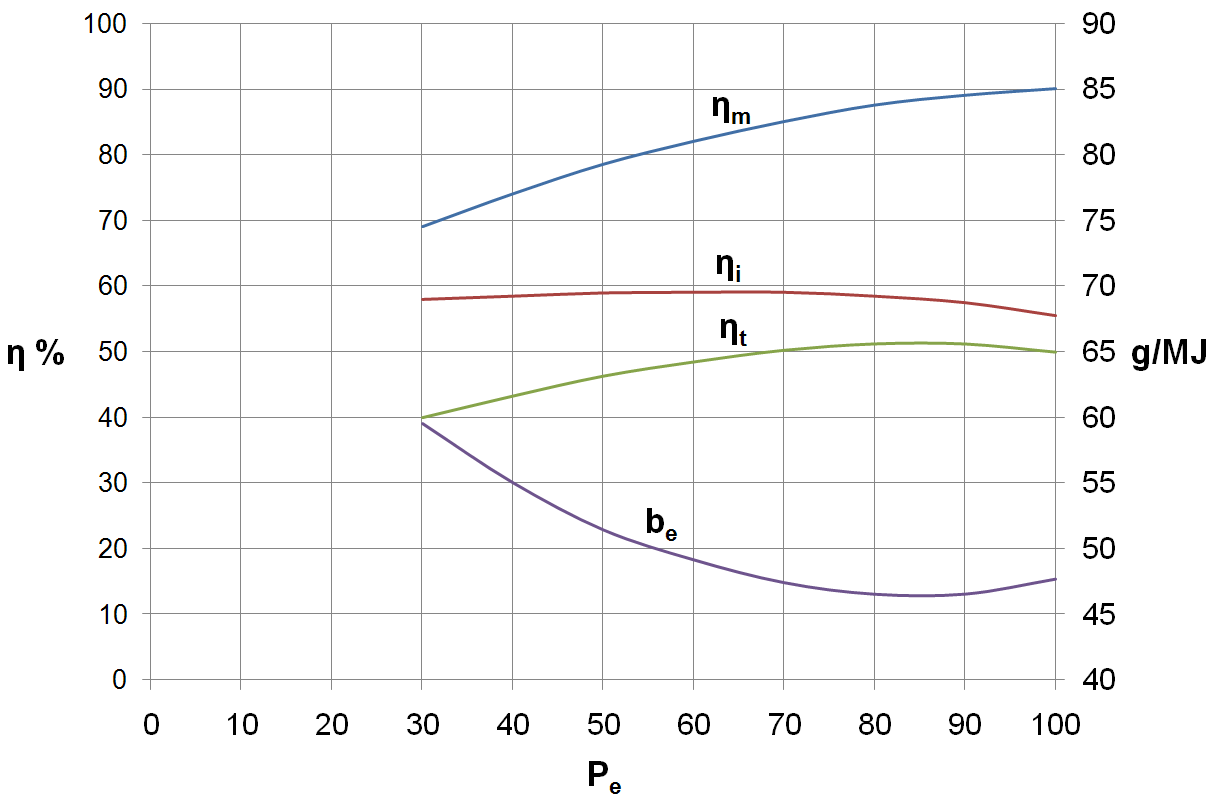
Het motorrendement ten opzichte van het effectieve vermogen.
mechanisch rendement
geïndiceerd thermisch rendement
totaal rendement
specifiek brandstofverbruik

Het specifieke brandstofverbruik {\displaystyle b_{e}} is de hoeveelheid verbruikte brandstof per vermogens- en tijdseenheid van een motor. Het is een maat voor het rendement van een motor en afhankelijk van de stookwaarde van de gebruikte brandstof:
{\displaystyle b_{e}={B \over P_{e}}={1 \over \eta _{t}H_{0}}} [kg/MJ]
waarbij:

{\displaystyle B} = brandstofverbruik [kg/s]

{\displaystyle P_{e}} = effectief vermogen [MW]

{\displaystyle \eta _{t}} = totale rendement (dimensieloos)

{\displaystyle H_{0}} = stookwaarde van de brandstof [MJ/kg]
Het effectieve vermogen is afhankelijk van de gemiddelde effectieve druk. Om handzamer getallen te verkrijgen, wordt het vaak genoteerd als:
{\displaystyle b_{e}={1000 \over \eta _{t}H_{0}}} [g/MJ]
Door fabrikanten wordt dit vaak opgegeven in g/kWh. Over het algemeen ontwerpen deze een motor zo dat het maximale thermisch rendement niet bij vollast — het maximale vermogen — ligt, maar bij deellast, omdat het maximale vermogen niet vaak bereikt wordt.
Om het specifieke brandstofverbruik te kunnen vergelijken bij verschillende motoren onderling, moet dit worden bepaalde onder gelijke omstandigheden met gelijkwaardige brandstof. Dit is vastgelegd in een ISO-norm.
Ook het specifieke luchtverbruik is afhankelijk van de stookwaarde, maar ook van de luchtovermaat en de spoelovermaat. Het specifieke luchtverbruik verhoudt zich tot het specifieke brandstofverbruik als:
{\displaystyle l_{s}=\lambda _{t}L_{th}b_{e}}
waarbij {\displaystyle \lambda _{t}} de totale luchtfactor is en {\displaystyle L_{th}} de theoretische luchthoeveelheid die nodig is om de brandstof volledig te verbranden. De totale luchtfactor bestaat uit de luchtovermaat en de spoelovermaat. De luchtovermaat wordt toegevoerd in de cilinder omdat de verbranding dusdanig snel gaat, dat deze onvolledig zou zijn als slechts de theoretische luchthoeveelheid zou worden toegevoerd. De verhouding wordt uitgedrukt met de verbrandingsluchtfactor {\displaystyle \lambda _{v}}. De spoelovermaat is nodig om de uitlaatgassen te verdrijven en de thermische belasting omlaag te brengen.